# Christopher Yoo
Christopher Woojin Yoo (Fremont, 19 dicembre 2006) è uno scacchista statunitense, grande maestro. Nel 2016 è diventato il più giovane Maestro statunitense di sempre e nel 2019 è stato per un breve periodo il più giovane Maestro Internazionale statunitense, prima che il record venisse a sua volta superato da Abhimanyu Mishra nell'arco dello stesso anno.

## Carriera
Tra il marzo e l'aprile del 2018 ha vinto con 6/9 il Charlotte Chess Center's Spring 2018 IM Norm Invitational, disputato nell'omonima città della Carolina del Nord.
Nel settembre 2018 ha vinto il campionato della California, il più giovane di sempre superando il record precedente di Sam Shankland.
Del 2019 è anche la vittoria contro il vietnamita Le Quang Liem durante il Bay Area International, che è un record assoluto per il più giovane a battere un 2.700 punti Elo, la soglia che informalmente definisce i Super-GM.
Nel 2020 ha vinto il Campionato statunitense Under 16, disputato online a causa delle restrizioni imposte dalla pandemia di COVID-19.
Nel maggio 2021 ha vinto, a pari merito con il Grande maestro Péter Prohászka, il Memorial Day 2021 CCCSA GM Norm Invitational, ottenendo così la sua prima norma di GM . In settembre la vittoria al Labor Day 2021 CCCSA GM Norm Invitational gli vale la seconda norma, alla quale segue la terza in novembre grazie al =3º posto nel US Masters Championship.
Nel luglio 2022 si è aggiudicato il Campionato statunitense juniores.
Il 12 dicembre 2021 ha superato i 2 500 punti Elo durante il campionato del Marshall Chess Club, completando così i requisiti per ottenere il titolo di grande maestro. Il titolo è stato ufficializzato dalla FIDE in gennaio 2022.
Nel maggio 2025 vince a Orosei il Sardinia Festival con 7,5 punti su 9 .

## Statistiche
Ha ottenuto il suo massimo rating Elo in agosto 2024, con 2616 punti, 14° Junior e 15º negli Stati Uniti . 